# منظمة الدعوة الإسلامية
منظمة الدعوة الإسلامية هي منظمة دولية متخصصة في الدعوة الإسلامية تأسست عام 1980 مقرها بالعاصمة السودانية الخرطوم تقدم خدمات انسانية والتطوعية لعدد كبير من سكان إفريقيا عبر مكاتبها المنتشرة في 41 دولة أفريقية. وترتكز أهدافها على نشر الإسلام في الأوساط الغير مسلمة، ودعم وإغاثة المحتاجين، وتشجيع المبادرات المحلية في التنمية والبناء.